# Ocean City Open 1977
L'Ocean City Open 1977 è stato un torneo di tennis giocato sul cemento. È stata la 1ª edizione dell'Ocean City Open, che fa parte del Colgate-Palmolive Grand Prix 1977. Si è giocato a Ocean City negli Stati Uniti, dal 15 al 21 febbraio 1977.

## Partecipanti

### Teste di serie
| Nazionalità | Giocatore        | Ranking | Testa di serie |
| ----------- | ---------------- | ------- | -------------- |
| Argentina   | Guillermo Vilas  | 6       | 1              |
| Romania     | Ilie Năstase     | 3       | 2              |
| Stati Uniti | Vitas Gerulaitis | 18      | 3              |
| Stati Uniti | Robert Lutz      | 20      | 4              |
| Rep. Ceca   | Jan Kodeš        | 19      |                |
| Stati Uniti | Cliff Richey     | 28      |                |
| Paraguay    | Víctor Pecci     | 34      |                |
| Sudafrica   | Raymond Moore    | 39      |                |

## Campioni

### Singolare
Vitas Gerulaitis ha battuto in finale  Robert Lutz con il punteggio di 3–6 6–1 6–2

### Doppio
Aleksandre Met'reveli /  Bill Scanlon hanno battuto in finale  John McEnroe /  Cliff Richey con il punteggio di 7–6 6–3